# Symphonie no 1 de Furtwängler
Pour les articles homonymes, voir Symphonie no 1.
La Symphonie no 1 en si mineur de Wilhelm Furtwängler a été écrite entre 1938 et 1941. Elle est basée sur un Largo en si mineur écrit en 1908. Le compositeur a ajouté trois autres mouvements pour aboutir à une symphonie comportant quatre mouvements:
1. Largo
2. Scherzo. Allegro
3. Adagio
4. Moderato assai

## Discographie
Furtwängler n'a jamais enregistré cette symphonie. L'œuvre dure environ 80 minutes, de sorte que l'interprétation de George Alexander Albrecht chez Arte Nova Classics demande deux disques. Alfred Walter l'a enregistrée à la tête de l'Orchestre Philharmonique d'État Slovaque, sur un CD de Marco Polo.